# Shell d'Unix

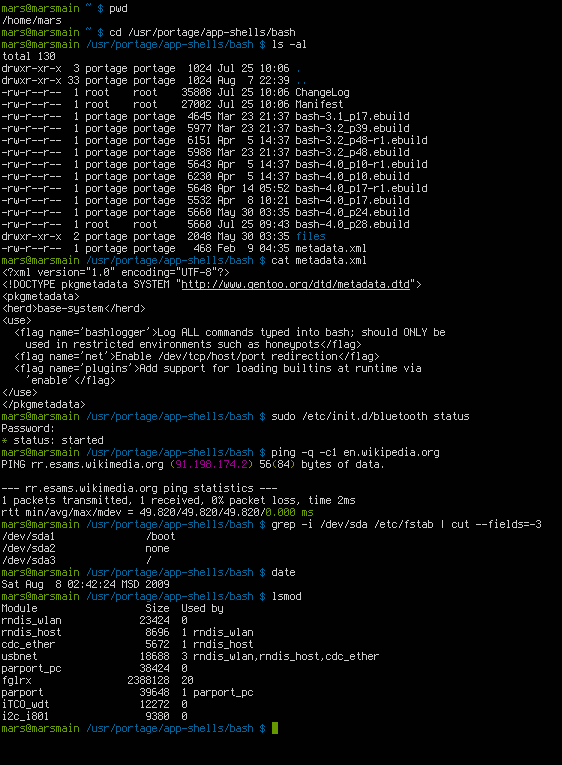
Captura de pantalla d'un exemple de sessió Bash, agafada a Gentoo Linux.

Gif animat representant un típic shell d'Unix GNU de sessió Bash, amb un cursor parpellejant.

Un shell d'Unix és un intèrpret de comandes (vegeu shell) i un guió de host, que proporciona una interfície d'usuari tradicional a sistemes operatius Unix i semblants. Els usuaris fan funcionar directament l'ordinador mitjançant la introducció de text a un intèrpret de línia d'ordres, o mitjançant la creació de scripts de text amb una o diverses d'aquestes comandes.